# Upplands runinskrifter 324

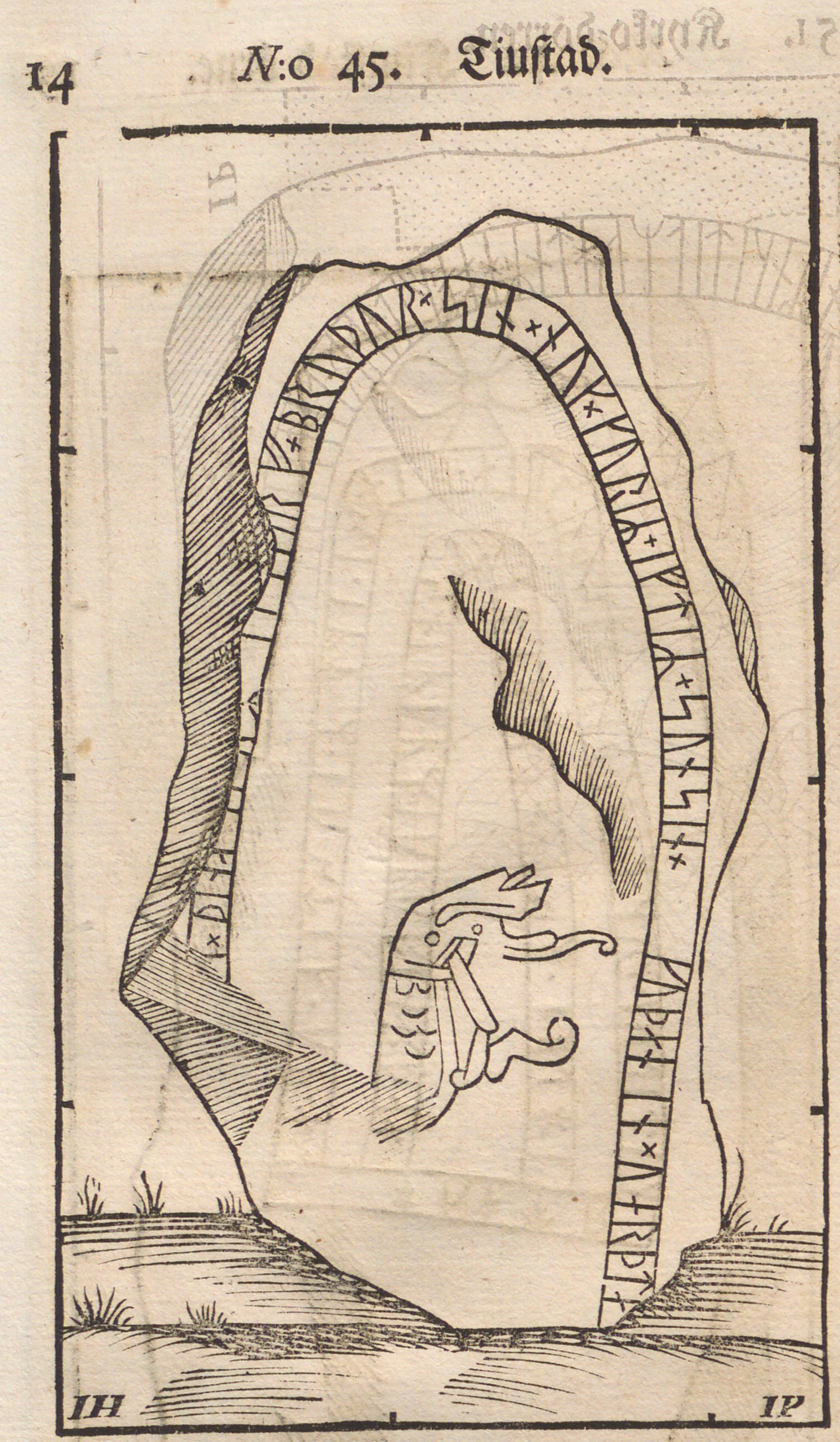
U 324 avbildad på 1700-talet.

Upplands runinskrifter 324 är en vikingatida runsten av kvartsrik granit i Tjusta, Skånela socken och Sigtuna kommun. Stenen är 2,1 meter hög och 0,9 meter bred. Runslingan är 9 centimeter bred.

## Inskriften
Translitterering av runraden:
[uk]ulfʀ × ri[s-i × st--] × þina ----ʀ × ...rf × bruþur × sin × huk × gyriʀ × iftiʀ × sun sin × kuþan × an × uarþ × tr... ...
Normalisering till runsvenska:
...ulfʀ ræis[t]i st[æin] þenna [æfti]ʀ ..., broður sinn, ok Gyriðr æftiʀ sun sinn goðan. Hann varð dr[epinn] ...
Översättning till nusvenska:
... -ulv reste denna sten efter ..., sin broder, och Gyrid efter sin gode son. Han blev dräpt ...